# Marey (Vosges)
Marey település Franciaországban, Vosges megyében. Lakosainak száma 71 fő (2022. január 1.). Marey Bleurville, Dombrot-le-Sec, Gignéville, Serocourt és Viviers-le-Gras községekkel határos.

## Népesség
A település népességének változása:
| Lakosok száma | 74   | 71   | 73   | 69   | 64   | 63   | 66   | 68   | 71   |
|               | 2013 | 2015 | 2016 | 2017 | 2018 | 2019 | 2020 | 2021 | 2022 |